# Karianne Borge Eriksen
Karianne Borge Eriksen (1968) è un'ex sciatrice alpina norvegese.

## Biografia
Specialista dello slalom gigante, la Eriksen prese parte ai Mondiali juniores di Bad Kleinkirchheim 1986 e vinse la medaglia di bronzo ai Campionati norvegesi del 1988; non prese parte a rassegne olimpiche né ottenne piazzamenti in Coppa del Mondo o ai Campionati mondiali.

## Palmarès

### Campionati norvegesi
- 1 medaglia (dati dalla stagione 1987-1988):
  - 1 bronzo (slalom gigante[senza fonte] nel 1988)